# Silvio Bandinelli
Silvio Bandinelli (Tripoli, 21 dicembre 1954) è un regista e produttore cinematografico italiano, attivo quasi esclusivamente nel settore della pornografia.
Nel corso della sua carriera, ha occasionalmente utilizzato gli pseudonimi di Marco Trevi, Giorgio Bracchi e Frank Simon.

## Biografia
Nato a Tripoli, all'età di sei anni si trasferisce a Firenze. Frequenta la Facoltà di Lettere e Filosofia e nel 1978 si laurea con il massimo dei voti in Lettere a indirizzo moderno con tesi in storia del cinema presso la cattedra di Pio Baldelli, intellettuale di gran prestigio e storico direttore responsabile del quotidiano Lotta continua. La tesi è sull'uso delle figure retoriche nell'immagine meccanicamente riprodotta. Durante gli studi universitari entra in contatto con il mondo della pubblicità, prima come fotomodello (sarà protagonista per 2 anni della campagna Vespa Piaggio), poi come direttore di produzione per una casa cinematografica di Milano ed è qui che si affaccia al mondo della regia come aiuto regista della docu-fiction "La reggia dei Gonzaga" per la regia di Franco Corona, prodotto per la RAI e trasmesso in prima serata su Rai Tre.
Nel 1980 si mette in proprio e fonda la Fimaker, specializzandosi nella realizzazione di spot pubblicitari per giocattoli. Poco dopo apre l'agenzia pubblicitaria Eureka, dove gestisce vari budget, tra i quali Adica Pongo, storica azienda del settore giocattoli e alcuni prodotti Linea Gig, altra azienda leader. Prosegue nella sua attività di regista firmando e/o producendo per Tortellini Rana, Hyundai Pony, Roller Caravan e altri. Nel 1988, parallelamente all'attività di pubblicitario, apre la casa editrice Carolina editando diversi periodici per bambini e ragazzi. Nel 1990 apre un'altra casa editrice, Ediservice, e edita pubblicazioni per adulti a carattere cinematografico, con videocassetta allegata.
Negli anni novanta, Bandinelli è il produttore e regista di numerosissimi film pornografici. Le più note attrici che hanno lavorato con lui sono Selen, Deborah Wells, Luana Borgia e Sheila Stone. Bandinelli si differenzia da altri registi pornografici per il tentativo di trattare, a modo suo, temi di attualità in un contesto politico. Evidentemente schierato (a sinistra) celebra, a suo modo, gli ideali rivoluzionari di Ernesto Che Guevara nel film Cuba: curioso il film Forza Italia nel quale accenna a una critica dell'ipocrisia della società attuale (in campo sessuale). Come editore, nei primi anni novanta, entra in contatto con il mondo della pornografia, incontra Riccardo Schicchi, di cui diventerà amico e "complice", e i produttori dei film di Ilona Staller e Moana Pozzi. Produce così, insieme alla catanese Star 90, il film Masquerade del quale firmerà regia e soggetto, mentre la sceneggiatura la scriverà con Ernesto De Pascale, indimenticato giornalista, conduttore radiofonico e musicista.
Masquerade viene girato in pellicola 35 mm, in versione sia soft che hard, con protagonista maschile Rocco Siffredi. Il film, nella sua versione soft, distribuito da Angiolo Stella, con il titolo "Bassi Istinti", fa qualche timida uscita nelle sale di prima visione a Roma e Milano. In America sarà un successo televisivo trasmesso da importanti network quali Cinemax e Showtime. Il film sarà firmato da Silvio Bandinelli nella sua versione soft, mentre per l'hard il regista userà lo pseudonimo Frank Simon. Gira poi molti film con Rocco Siffredi, Eva Orlowsky (storica porno star italiana degli anni Novanta) e nel 1992 dirige il debutto hard della regina del trash televisivo Maurizia Paradiso. Silvio continua a firmare i suoi film hard con lo pseudonimo Frank Simon.
Nel 1994 abbandona il mondo della pubblicità e tra le ragioni vì è certamente la progressiva disaffezione verso un mondo poco libero, sempre legato alle "pubbliche relazioni" e (così poi lo definirà in una sua intervista) in sostanza "vero e proprio braccio armato del sistema". Chiude così le sue aziende e va in America dove gira "Sex Modell", in 35 mm, con protagonista una star USA come Tiffany Million e Fantasexing, firmandolo a 4 mani con il collega e amico Max Bellocchio. Nel 1996 apre, insieme alla sua compagna Monica Timperi, la Showtime, casa di distribuzione e produzione di film per adulti. Gira due film in esclusiva con Selen, in quegli anni la più popolare attrice del settore: Cuore di pietra e Rosso e nero, che otterranno grande successo in tutta Europa.
Da allora firmerà tutte le sue regie con il proprio nome e cognome. Nel 1998 dirige il film Mamma, ambientato durante la resistenza, che crea grande scandalo, ma anche una inattesa notorietà. A Mamma viene dedicato un articolo sul quotidiano L'Unità e anche il Giornale, con un articolo di Francesco Specchia, celebra il talento originale di Bandinelli. Il film Mamma verrà addirittura proiettato alla Casa della Cultura di Milano, tempio dell'intellighenzia della sinistra, con Bandinelli ospite per un dibattito pubblico: saranno presenti le migliori testate giornalistiche e le televisioni nazionali pubbliche e private.
Dopo Mamma, affronta un altro tema tabù della società italiana e gira così Anni di piombo, film che ottiene grande successo tanto che la rivista francese Hot Video paragonò Bandinelli addirittura a Molière. Con autoironia, il regista ha affermato pubblicamente che il suo successo come "intellettuale" è un chiaro sintomo della barbarie culturale dell'Italia contemporanea. Nel novembre del 1999 gira a Parigi Festival, commedia hard sui giochi di potere, intrighi e corruzione all'ombra della celeberrima kermesse sanremese. Il film è ideato e scritto con Franco Zanetti, giornalista musicale, scrittore e direttore di rockol.it. Il successo mediatico dell'operazione Festival sarà enorme. Se ne occuperà la stampa nazionale e regionale, molta stampa estera (Giappone e Stati Uniti compresi) e Canale 5 manderà in onda un servizio sull'affollatissima conferenza stampa del film a Sanremo, alla presenza degli autori, di Monica Timperi e degli attori principali Ursula Cavalcanti, Roberto Malone e Kika (la rivelazione del film).
Tra gli altri suoi film un'edizione del Macbeth che diventa allegoria del potere mafioso e che si guadagnerà un articolo con intervista sul Giornale di Sicilia, "Il Confine sull'inarrestabile decadenza della borghesia". Nel settembre 2001 esce Cuba un film dichiaratamente schierato con gli ideali di Che Guevara. Il film, girato in versione sia soft che hard, sarà ricordato come una delle più importanti produzioni del settore, girato tra Santo Domingo, Budapest e Cuba, dove a L'Avana vecchia Bandinelli ha avuto il permesso di girare qualche scena di narrazione. Venduto in tutto il mondo, Cuba sarà salutato da molti critici del settore come il più bel film hard che a memoria si ricordi.
C'è anche chi dà sul film giudizi negativi, come la rivista francese Hot Video, che invece aveva entusiasticamente recensito altri film del regista. Nel 2003 esce Abuso di Potere ispirato dalle vicende politiche e giudiziarie di Cesare Previti: il quotidiano Libero saluta il film con un'intervista a Bandinelli. Anche il settimanale Panorama apprezza il film e fa una lunga intervista a Bandinelli. Il pezzo non uscirà mai per conflitti con la proprietà del settimanale. L'ultimo suo film è Nero Familiare con Michelle Ferrari, uscito nel novembre del 2007. Nella sua attività di produttore si ricorda il recente Bunga Bunga Presidente, diretto da Andy Casanova e ispirato alle note vicende che hanno visto coinvolto l'allora premier Silvio Berlusconi. Anche in questa occasione grande successo mediatico nazionale ed estero (ne darà notizia addirittura il britannico Guardian e Bild in Germania). Si ricorda nel 2011 la partecipazione di Bandinelli alla trasmissione La Zanzara in onda su Radio 24.
Nel 2008 Bandinelli chiude la Showtime e si trasferisce con la famiglia nell'isola di Formentera, in Spagna. Apre una società di diritto spagnolo e prosegue nella sua attività: con lo pseudonimo di Marco Trevi gira film con budget meno importanti, non disdegnando le incursioni nell'attualità. Si pensi a La Casta, dove si trovano evidenti rimandi all'attualità politica, o Scatti e ricatti, dichiaratamente ispirato al cosiddetto "caso Corona", ossia alle vicende giudiziarie di Fabrizio Corona, noto alle cronache come il fotografo dei vip (in realtà titolare di un'agenzia fotografica rivolta principalmente ai giornali di gossip).

## Filmografia parziale

### Regia
- Masquerade (1992)
- La massaia in calore (1992, accreditato come Frank Simon)
- La camionista (1992, accreditato come Frank Simon)
- Memories (1992, accreditato come Frank Simon)
- La donna di cuori (1992, accreditato come Frank Simon)
- Il segreto di Maurizia (1992, accreditato come Frank Simon)
- La porno motociclista (1993, accreditato come Frank Simon)
- Donna d'onere - Femmina in calore (1993, accreditato come Frank Simon)
- Gran bordello (1994, accreditato come Frank Simon)
- L'autostoppista (1994, accreditato come Frank Simon)
- Diario segreto di Simona (1994, accreditato come Frank Simon)
- Cugine viziose (1994, accreditato come Frank Simon)
- Sedia a rotelle (1994, accreditato come Frank Simon)
- Sesso e ferrovia (1994, accreditato come Frank Simon)
- Sex model (1995, accreditato come Frank Simon)
- Fantasexing, co-regia con Max Bellocchio (1995, accreditato come Frank Simon)
- Rosso e nero (1995)
- Cuore di pietra (1996)
- Inviata speciale (1996, accreditato come Frank Simon)
- Gioventù bruciata (1997, accreditato come Frank Simon)
- Mamma (1998)
- Nirvanal (1998)
- Anni di piombo (1999)
- Grazie zia (1999, accreditato come Frank Simon)
- Macbeth (1999)
- Festival! (1999)
- Bambola (2000)
- Il confine (2000)
- Cuba (2001)
- Pulp (2001, accreditato come Frank Simon)
- Onora il padre (2001, accreditato come Frank Simon)
- La ragazza dalla pelle di luna (2001, accreditato come Frank Simon)
- Desiderando Giulia (2002, accreditato come Frank Simon)
- Fallo da rigore (2002, accreditato come Frank Simon)
- Soffocami (2003, accreditato come Frank Simon)
- Abuso di potere (2003)
- Addio fratello crudele (2004, accreditato come Marco Trevi)
- Era mio padre, co-regia con Andy Casanova (2005, accreditato come Marco Trevi)
- L'immorale (2004, accreditato come Marco Trevi)
- Intimità violata (2005, accreditato come Marco Trevi)
- La colpa (2005, accreditato come Marco Trevi)
- II Dio Denaro (2005)
- Forza, Italia, co-regia con Matteo Swaitz e Franco Trentalance (2005, accreditato come Marco Trevi)
- Guardami - La mia prima volta, co-regia con Matteo Swaitz e Franco Trentalance (2006, accreditato come Marco Trevi)
- Moralità corrotta, co-regia con Matteo Swaitz e Franco Trentalance (2007, accreditato come Marco Trevi)
- Nero familiare (2007)
- Scatti & ricatti (2007, accreditato come Marco Trevi)
- La casta (2008, accreditato come Marco Trevi)